# Pub rock
Pub rock foi um movimento musical surgido em meados do final dos anos 70, centrado principalmente no norte de Londres e no sudeste de Essex, particularmente em Canvey Island e em Southend on Sea. O pub rock foi em grande parte uma reação à música popular daquela época, que tendia a ser dominada pelo rock progressivo e pelas bandas superproduzidas da Costa Oeste norte-americana. Muitos viam tal música como inacessível e inalcançável, enquanto o pub rock era mais sobre "voltar às raízes", sendo baseado em apresentações ao vivo em pequenos pubs e clubes, tocando um despretensioso rock pesado influenciado por rhythm and blues.
O pub rock foi visto por muitos como o precursor imediato do cenário punk rock britânico. De fato, muitos artistas de pub rock como Eddie and the Hot Rods tornariam-se famosos na primeira onda do punk britânico, enquanto grupos como o The 101ers e Kilburn & the High Roads incluíam Joe Strummer (The Clash) e Ian Dury entre seus integrantes. Alguns artistas de pub rock como Cock Sparrer, Slaughter & the Dogs e Frankie Flame se tornariam mais conhecidos na segunda onda do punk britânico conhecida como streetpunk/oi!.

## Principais artistas de pub rock
- The 101ers
- Ace
- Bees Make Honey
- Brinsley Schwarz
- Elvis Costello
- Ducks Deluxe
- Eddie and the Hot Rods
- Dave Edmunds
- Eggs over Easy
- Dr. Feelgood
- John Otway
- Wilko Johnson
- Mickey Jupp
- The Hamsters
- The Inmates
- Kilburn & the High Roads
- The Kursaal Flyers
- Man
- The Motors
- Graham Parker and the Rumour
- Riff Raff
- Nick Lowe
- Ruthless Blues
- Sniff 'n' the Tears
- Squeeze
- Rockpile
- Tyla Gang
- Wreckless Eric